# Albert Lieven
Albert Lieven (23 de junio de 1906 – 16 de diciembre de 1971) fue un actor y locutor alemán, que durante la Segunda Guerra Mundial trabajó para la BBC en Londres.

## Biografía
Nacido en Olsztynek, en la actual Polonia, su padre era un conocido médico, director del centro de salud pulmonar Hohenstein abierto en 1903. Lieven cursó estudios secundarios en Nidzica, Olsztyn y Königsberg, pero hubo de renunciar a su propósito de ser médico a causa de problemas económicos y del estallido de la Primera Guerra Mundial. En vez de ello, emprendió la carrera comercial, a la vez que hacía pequeños papeles en diferentes escenarios de Berlín. Pronto se dio cuenta de que su futuro era la carrera de actor, y en el año 1928 debutó en el Hoftheater de Gera. Entre 1929 y 1932 actuó también en Teatro dramático regional de Kaliningrado y en el actual Konzerthaus Berlin. A partir de 1933 actuó en otros teatrales de habla alemana, además de trabajar en Viena, Berlín y Bremen.
En 1932 empezó a actuar en el cine. En su primera actuación para la pantalla encarnó a Werner von Schumann junto a Lucie Englisch y Paul Hörbiger en Annemarie, die Braut der Kompanie. Siguieron otras películas de bastante éxito, entre ellas Reifende Jugend (1933, con Heinrich George), que le dio fama en aquella época. Pero en 1936, junto a su esposa de ascendencia judía Tatjana, abandonó la Alemania nazi. Viajaron a Londres a través de Francia. Tras un corto período, el actor retomó su carrera en el exilio, aunque en circunstancias diferentes. Actuó en varios teatros (entre ellos el Wyndham’s Theatre) y participó en giras. Durante la guerra también trabajó en el servicio exterior de la BBC como locutor y reportero. Su primera actuación cinematográfica llegó en 1939 con Spy for a Day, aunque en 1937 había participado en Victoria the Great  con un pequeño papel. En los años siguientes sus papeles no tuvieron demasiada dificultad, encarnando a menudo a personajes nazis. Mientras, compró una casa en Farnham, que mantuvo una vez terminó la guerra.
En 1948 Lieven fue a trabajar como actor teatral en el circuito de Broadway de Nueva York, participando en la obra Winslow Boy. Posteriormente actuó en giras por los Estados Unidos, y también por la Unión Soviética.
En 1952 Albert Lieven actuó de nuevo en Alemania. Trabajó con Arnim Dahl en Klettermaxe, y en Nacht der Entscheidung (1956) con Carl Raddatz y Hilde Krahl bajo la dirección de Falk Harnack. Aun así, continuó actuando en el Reino Unido, participando en producciones de éxito y a menudo con papeles protagonistas. Actuó también para la televisión alemana y británica, como por ejemplo en 1965, cuando encarnó al Dr. Sturm en el episodio A Surfeit of H2O de la serie Los vengadores, junto a Patrick Macnee y Diana Rigg. A finales de los años 1950 su popularidad aumentó en Alemania gracias a su participación en filmes basados en historias de Edgar Wallace, así como en producciones televisivas a partir de relatos de Francis Durbridge.
También actuó ocasionalmente para la radio. Así, en 1958 actuó en la comedia Der Biberpelz, de Gerhart Hauptmann, con Therese Giehse, Kurt Horwitz y Edith Schultze-Westrum, y en 1967 en Einreisegenehmigung oder Ein Deutscher fährt nach Deutschland. En 1965 protagonizó Unwiederbringlich, actuando con Ingeborg Engelmann, Kornelia Boje y Otto Rouvel.
Albert Lieven se casó cuatro veces, con Tatjana Lieven, Valerie White, Susan Shaw y Petra Peters, y tuvo dos hijos, uno fruto de su primer matrimonio y otro del tercero. El actor falleció el 16 de diciembre de 1971 en Londres, Inglaterra, a causa de un cáncer. Era abuelo del jugador de rugby Toby Flood.

## Filmografía
- 1932 : Annemarie, die Braut der Kompanie
- 1932 : Ich bei Tag und Du bei Nacht
- 1933 : Die vom Niederrhein
- 1933 : Reifende Jugend
- 1933 : Kampf um Blond
- 1934 : Charleys Tante
- 1934 : Eine Siebzehnjährige
- 1934 : Hermine und die sieben Aufrechten
- 1934 : Es tut sich was um Mitternacht
- 1934 : Krach um Jolanthe
- 1934 : Fräulein Liselott
- 1935 : Die klugen Frauen
- 1935 : Glückspilze
- 1935 : Mach' mich glücklich
- 1936 : Aufmachen, Kriminalpolizei
- 1936 : Eine Frau ohne Bedeutung
- 1936 : Kater Lampe
- 1937 : Victoria the Great
- 1939 : Rake’s Progress
- 1939 : The Deacon and the Jewess
- 1940 : Spy for a Day
- 1940 : Convoy
- 1940 : For Freedom
- 1940 : Neutral Port
- 1940 : Let George Do It
- 1940 : Nachtzug nach München
- 1941 : Mr. Proudfoot Shows a Light
- 1941 : Jeannie
- 1942 : Die Blockade
- 1942 : The Young Mr. Pitt
- 1943 : Coronel Blimp
- 1943 : The Yellow Canary
- 1944 : English Without Tears
- 1945 : Der letzte Schleier
- 1946 : Ungeduld des Herzens
- 1947 : Frieda
- 1948 : Der Schlafwagen nach Triest
- 1948 : Frieda (telefilm)
- 1951 : Die Dubarry
- 1951 : The Dark Light
- 1951 : Hotel Sahara
- 1952 : Fritz und Friederike
- 1952 : Klettermaxe
- 1953 : Sekunden der Verzweiflung
- 1953 : Die Rose von Stambul
- 1953 : Geliebtes Leben
- 1954 : Das Bekenntnis der Ina Kahr
- 1954 : Heimweh nach Deutschland
- 1954 : Frühlingslied
- 1955 : Das Lied von Kaprun
- 1955 : Der Fischer vom Heiligensee
- 1955 : Reifende Jugend
- 1955 : El general del diablo
- 1956 : Londra chiama Polo Nord
- 1956 : Nacht der Entscheidung
- 1956 : Heirate nie in Monte Carlo
- 1957 : El batallón de las sombras
- 1958 : Alle Sünden dieser Erde
- 1958 : Und abends in die Scala
- 1958 : Ein idealer Gatte (telefilm)
- 1959 : Der Andere (miniserie TV)
- 1959 : U-Bahn in den Himmel
- 1959 : Foxhole in Cairo
- 1960 : Conspiracy of Hearts
- 1960 : Schachnovelle
- 1960 : Frau Irene Besser
- 1961 : Das Geheimnis der gelben Narzissen
- 1961 : Die Kanonen von Navarone
- 1962 : Das Halstuch (miniserie TV)
- 1962 : Lockende Tiefe (telefilm)
- 1962 : Im Namen des Teufels
- 1962 : The Edgar Wallace Mystery Theatre (serie TV), episodio Death Trap
- 1962 : Studio 4 (serie TV), 1 episodio
- 1962 : Freddy und das Lied der Südsee
- 1963 : Die Sieger
- 1963 : Man of the World (serie TV), episodio In the Picture
- 1963 : U 153 antwortet nicht
- 1964 : Der Mann nebenan (telefilm)
- 1964 : Amouren (telefilm)
- 1964 : Legende einer Liebe (telefilm)
- 1964 : Das Haus der Vergeltung (telefilm)
- 1964 : Briefe eines toten Dichters (telefilm)
- 1964 : R3 (serie TV), episodio Der Patriot
- 1964 : Das Verrätertor
- 1965 : Die Schlüssel (miniserie TV)
- 1965 : City of Fear
- 1965 : Los vengadores (serie TV), episodio A Surfeit of H2O
- 1965 : Willkommen in Altamont (telefilm)
- 1965 : Tatort (telefilm)
- 1966 : Hobby (telefilm)
- 1966 : African Gold
- 1968 : Der Gorilla von Soho
- 1969 : Amerika oder der Verschollene (telefilm)
- 1969 : Dynamit (telefilm)
- 1970 : Die Feuerzangenbowle
- 1970 : Cher Antoine oder Die verfehlte Liebe (telefilm)
- 1970 : Wie ein Blitz (telefilm)
- 1970 : Die Kriminalerzählung (serie TV)
- 1971 : Die Heilige Johanna (telefilm)

## Radio
- 1957 : Die Abiturientin, dirección de Erik Ode
- 1957 : Walther Rathenau, dirección de Erich Köhler
- 1958 : Der Biberpelz, dirección de Walter Ohm
- 1962 : Ariadne, dirección de Fritz Schröder-Jahn
- 1965 : Unwiederbringlich, dirección de Heinz Wilhelm Schwarz
- 1965 : Ritornell, dirección de Günther Sauer
- 1967 : Einreisegenehmigung – oder Ein Deutscher fährt nach Deutschland, dirección de Friedhelm Ortmann